# Fanel
Le Fanel est une réserve naturelle des cantons de Berne et de Neuchâtel. Elle est située sur la rive nord-est du lac de Neuchâtel. Elle est bordée au sud par le canal de la Broye, qui forme également la frontière entre Berne et le canton de Vaud.

## Histoire
La zone de Bas-Marais du Fanel est apparue en 1890, à la suite de la première correction des eaux du Jura. En 1910, le naturaliste Alfred Richard montre l'intérêt de la zone du point de vue biologique. La Société romande pour l'étude et la protection des oiseaux, dont Richard est le cofondateur en 1913, obtient rapidement la protection d'une partie du site. En 1932, cette société y établit un observatoire existant encore actuellement. En 1962, Archibald Quartier y réintroduit le Castor d'Europe. En 1964, une île de 120 mètres sur 40 est créée dans la partie neuchâteloise de la réserve afin d'offrir un refuge aux oiseaux. La partie bernoise de la réserve du Fanel obtient le statut de réserve naturelle cantonale le 14 mars 1967 sur décision du Conseil-exécutif bernois. Cette partie de la réserve est entretenu par les membres de la section bernoise de la Société suisse pour l'étude et la protection des oiseaux et par les services de protection de la nature du canton de Berne. En 1976, le canton de Neuchâtel donne également à sa partie du Fanel le statut de réserve naturelle cantonale et en confie l'entretien à la Société romande pour l'étude et la protection des oiseaux. La même année, le Fanel, tant bernois que neuchâtelois, constitue le premier site Ramsar de Suisse. En 1983, la réserve est inscrite à l'Inventaire fédéral des paysages, sites et monuments naturels d'importance nationale.

## Description
En tant que zone humide d'importance internationale, c'est l'une des zones de reproduction et d'hivernage les plus importantes pour les oiseaux d'eau en Suisse. Il est également situé dans la plus grande zone contiguë de roseaux suisses, la Grande Cariçaie . Jusqu'à présent, plus de 300 espèces d'oiseaux ont été identifiées, dont de nombreuses espèces de limicoles. La zone est située à 430 mètres au dessus du niveau de la mer et couvre une superficie de 485 hectares.
Une tour d'observation se trouve dans la zone de la lagune pour observer les oiseaux. La zone est divisée en trois zones de protection :
- A = Zone centrale avec eau, îles, marais, roseaux et roseaux.
- B = Zone tampon à usage agricole et forestier sans restrictions.
- C = Forêt domaniale et bande en amont de terres cultivées, zones de roseaux et de lacs à usage récréatif limité. (Par exemple, camping ou aire de jeux)[8].

Le TCS exploite au Fanel un camping sur le territoire de la commune de Gampelen, qui devrait céder la place à une renaturation en 2024.

## Littérature
- Andreas Bossert, Bernische Gesellschaft für Vogelkunde und Vogelschutz, Naturschutzinspektorat (Hrsg.): Das Naturschutzgebiet Fanel bei Witzwil. Naturschutzinspektorat des Kantons Bern, Berne 1988, (OCLC 601703839).